# Forum italiano sulla disabilità
Il Forum italiano sulla disabilità (FID) è l'organizzazione ombrello che si occupa del meeting tra  le associazioni di categoria delle disabilità in Italia.

## Storia
Venne creato nel 2008 dopo la fusione con il Consiglio Nazionale sulla Disabilità (CND) ed il Consiglio Italiano sulla Disabilità (CID). Membro dell'European Disability Forum.

## Presidenti
- Vincenzo Zoccano[4] (2017 - 2018)
- Mario Barbuto[5] (2018 - in carica)